# (145) Adeona
(145) Adeona es un asteroide perteneciente al cinturón de asteroides descubierto por Christian Heinrich Friedrich Peters el 3 de junio de 1875 desde el observatorio Litchfield de Clinton, Estados Unidos, a su regreso de la expedición para observar el tránsito de Venus de 1874.
Está nombrado por Adeona, una diosa de la mitología romana.

## Características orbitales
Adeona orbita a una distancia media del Sol de 2,673 ua, pudiendo alejarse hasta 3,06 ua. Tiene una excentricidad de 0,1448 y una inclinación orbital de 12,64°. Emplea en completar una órbita alrededor del Sol 1596 días.